# Prelazia
Prelazia (português brasileiro) ou prelatura (português europeu) é um tipo de circunscrição eclesiástica erigida para atender a necessidades peculiares em um território (prelazia territorial) ou de um grupo de fiéis (prelazia pessoal). As prelazias territoriais e pessoais são similares às igrejas particulares e, como estas, têm fiéis, clero e pastor próprio.
O conceito de “Igrejas particulares” no Direito Canônico define que estas “constituem a una e única Igreja Católica, são primeiramente as dioceses, às quais, se equiparam, não constando o contrário, a prelazia territorial, a abadia territorial, o vicariato apostólico, a prefeitura apostólica e a administração apostólica estavelmente erigida".

## Prelazia territorial
De acordo com o Código de Direito Canônico da Igreja Católica Romana, “a prelazia territorial ou a abadia territorial são uma determinada porção do povo de Deus, territorialmente delimitada, cujo cuidado, por circunstâncias especiais, é confiado a um Prelado ou Abade, que a governa como seu próprio pastor, à semelhança do bispo diocesano” (Cân. 370).
Na terminologia anterior ao Vaticano II denominava-se prelazia nullius, forma abreviada de prelazia nullius dioeceseos (de nenhuma diocese), mais tarde passou à denominação de "prelazias e abadias com povo próprio". Atualmente o termo adotado é "prelazias territoriais", distinguindo-as das prelazias pessoais.
O pastor próprio das prelazias é o prelado que, em geral, pode ser ordenado bispo, e nomeado para uma sé titular em caráter temporário ou vitalício, conforme estabeleçam os estatutos próprios da prelatura ou prelazia. Os abades territoriais podem ou não serem sagrados bispos – a sagração episcopal não constitui direito nem obrigatoriedade àquele que é eleilo Abade territorial.

## Prelazia pessoal
As prelazias pessoais são previstas pelo Concílio Vaticano II, em seu decreto Presbyterorum Ordinis e foram regulamentadas nos cânones 294 a 297. A prelazia pessoal difere-se da territorial pelo fato de os seus fiéis ou membros a ela se filiarem sem limitação territorial, isto é não precisam estar numa determinada circunscrição territorial para a ela se ligarem. Neste caso o vínculo com a instituição se dá de maneira exclusivamente pessoal em qualquer parte do mundo.
A primeira prelazia pessoal existente na Igreja Católica Romana é o Opus Dei (Personalis Praelatura Sanctae Crucis et Operis Dei) erigida pelo Papa João Paulo II, por meio da Constituição Apostólica Ut Sit, de 28 de novembro de 1982.